# Telenberk
Telenberk (nemško Töllerberg) je naselje v Občini Velikovec v Okraju Velikovec na Koroškem v Avstriji.